# Phaethornis ruber
El ermitaño rojizo (en Perú, Ecuador y Colombia) (Phaethornis ruber), también denominado ermitaño chico (en Colombia), ermitañito rufo (en Venezuela) o ermitaño chico rufo, es una especie de ave apodiforme de la familia Trochilidae, perteneciente al numeroso género Phaethornis. Es nativo de América del Sur.

## Distribución y hábitat
Se distribuye por una inmensa área a oriente de los Andes, que incluye la cuenca del Amazonas, el escudo guayanés, el cerrado brasileño y la Mata Atlántica del este de Brasil. Desde el sur y este de Colombia, centro sur y este de Venezuela, Guyana, Surinam, Guayana Francesa, norte, centro, este y sureste de Brasil, este de Ecuador, este de Perú, hasta el norte de Bolivia.
Esta especie es considerada de localmente común a abundante en una variedad de hábitats naturales: el sotobosque y los bordes de selvas húmedas de tierras bajas, pre-montanas y costeras, de terra firme, de várzea; bosques semi-caducifolios y fragmentos boscosos en ambientes más abiertos, así como también en cerrados, bosques de sabana, enmarañados y crecimientos secundarios. Principalmente en tierras bajas, pero llegando hasta los 1500 m en el sur de Perú, 1200 m en el norte de Bolivia, y 1100 m en Venezuela.

## Descripción
Mide en promedio 8,6 a 9 cm de longitud y pesa en promedio 1,8 a 2,5 g. Es una de las aves más pequeñas. Su pecho, vientre y rabadilla son de color óxido o naranja rojizo. Presenta barbilla y motas en la base de las patas blancuzcas o amarillentas. Partes superiores con pintas negras, color castaño rufo o rojizo. El macho presenta una estrecha faja negra a la altura del pecho y corona. La hembra tiene una coloración más pálida y no posee la faja negra. El pico, curvado, tiene 20 a 23 mm de largo.

## Reproducción
Construye un nido entre hojas de palmera, a una altura del suelo de 1 a 3 m, con forma de bolsa, utilizando materiales suaves, telaraña y restos vegetales. La hembra pone dos huevos blancos e incuba durante unos 15 días. Los polluelos nacen con el pico corto y suave, como todos los colibríes, y abandonan el nido después de 18 a 22 días.

## Sistemática

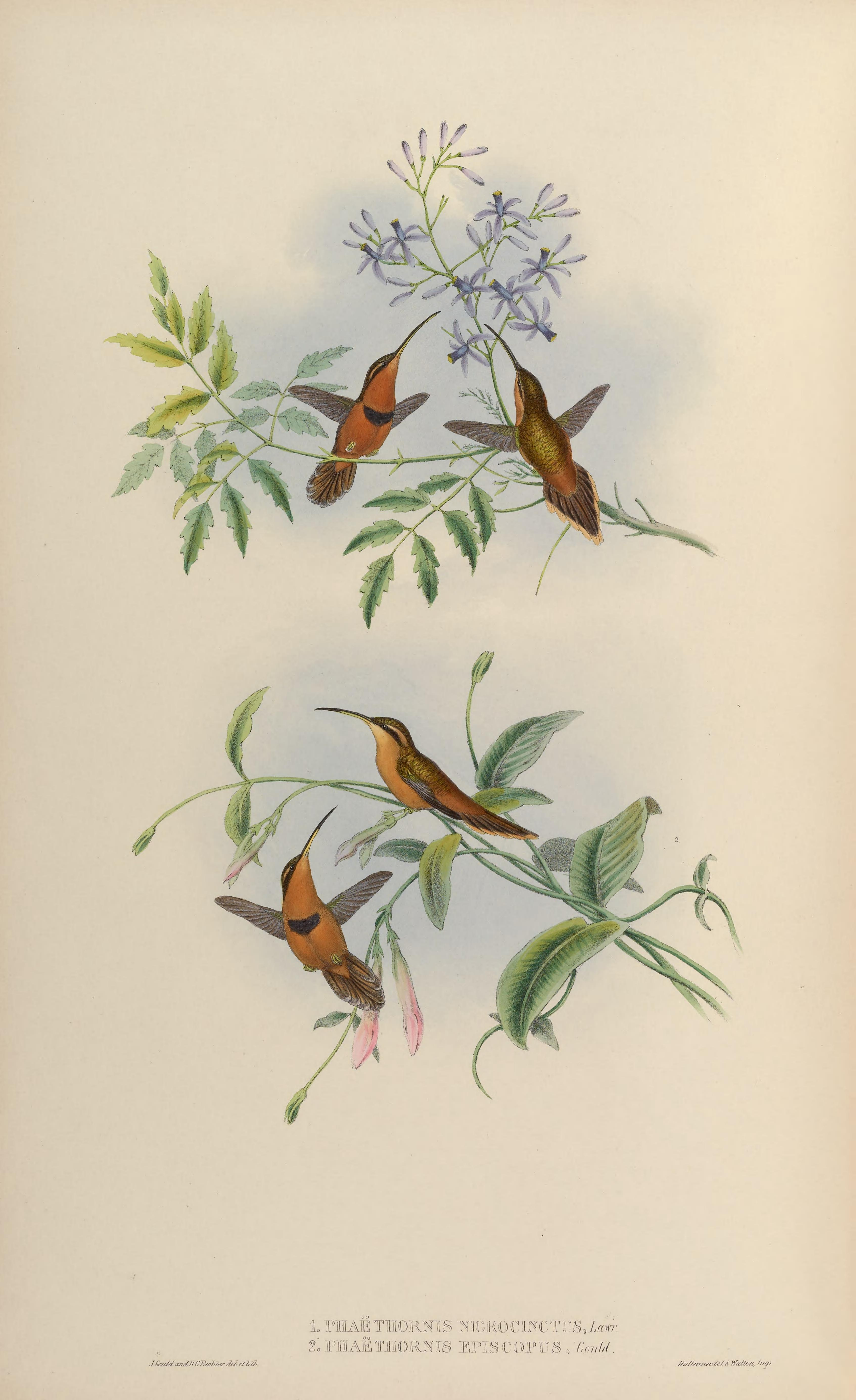
Phaëthornis nigricinctus y Phaëthornis episcopus, ilustración de Gould y Richter en A monograph of the Trochilidae, or family of humming-birds vol. 1, 1861.

### Descripción original
La especie P. ruber fue descrita por primera vez por el naturalista sueco Carlos Linneo en 1758 bajo el nombre científico Trochilus ruber; su localidad tipo es: «Surinam».

### Etimología
El nombre genérico masculino «Phaethornis» se compone de las palabras del griego «phaethōn» que significa ‘sol’ y «ornis» que significa ‘pájaro’; y el nombre de la especie «ruber», en latín significa ‘rojo’, ‘rojizo’.

### Taxonomía
Así como otros ermitaños pequeños, ya fue colocada en un género Pygmornis. Es pariente cercana con Phaethornis stuarti y ya fueron consideradas conespecíficas, hay un contacto geográfico muy próximo entre ellas, tal vez sean simpátricas. Las subespecies episcopus y nigricinctus podrían revelarse especies separadas en futuras investigaciones. La forma propuesta P. ruber pymgaeus (Spix), 1825, del sureste de Brasil, se considera indivisible de la nominal.

### Subespecies
Según las clasificaciones del Congreso Ornitológico Internacional (IOC)  y Clements Checklist/eBird  se reconocen cuatro subespecies, con su correspondiente distribución geográfica:
- Phaethornis ruber episcopus Gould, 1857 – centro y este de Venezuela, Guyana y adyacente norte de Brasil (Roraima).
- Phaethornis ruber ruber (Linnaeus), 1758 – Surinam y Guayana Francesa a través de Brasil hasta el sureste de Perú y norte de Bolivia.
- Phaethornis ruber nigricinctus Lawrence, 1858 – extremo suroeste de Venezuela y este y sur de Colombia al este de Ecuador, noreste de Peru y noroeste de Brasil.
- Phaethornis ruber longipennis Berlepsch & Stolzmann, 1902 – estribaciones montañosas del sureste de Perú (Pasco al norte de Cuzco).